# Friedrich Spiegel (Orientalist)
Friedrich von Spiegel (* 11. Juli 1820 in Kitzingen; † 15. Dezember 1905 in München) war ein deutscher Orientalist, Iranist und Kenner des Zendavesta.

## Leben
Spiegel widmete sich in Erlangen, Leipzig und Bonn orientalischen Sprachstudien, forschte 1842–47 in den Bibliotheken von Kopenhagen, London und Oxford und war seit 1849 Professor der orientalischen Sprachen an der Universität Erlangen. Nachdem er durch seine Ausgaben des Kammavākya (Bonn 1841) und der Anecdota palica (Leipzig 1845) dem Studium der damals noch wenig bekannten Pālisprache und des südlichen Buddhismus einen wesentlichen Dienst geleistet hatte, konzentrierte er seine Forschungen auf die iranischen Sprachen und die Zoroastrische Religion und lieferte namentlich eine kritische Ausgabe der wichtigsten Teile des Zendavesta samt der alten Pahlaviübersetzung desselben und eine vollständige Verdeutschung, die erste wissenschaftliche Übertragung dieses wichtigen Religionsbuchs (Leipz. 1852–63, 3 Bde.), der er einen Kommentar über das Avesta (Leipzig 1865–69, 2 Bände) und eine Grammatik der altbaktrischen Sprache (Leipzig 1867) folgen ließ.
1848 wurde er als korrespondierendes Mitglied in die Bayerische Akademie der Wissenschaften aufgenommen; seit 1859 gehörte er dieser Akademie als auswärtiges Mitglied an. Seit 1862 war er korrespondierendes Mitglied der Preußischen Akademie der Wissenschaften und seit 1870 der Russischen Akademie der Wissenschaften in Sankt Petersburg.

## Mitgliedschaften
Friedrich Spiegel war Mitglied der Deutschen Morgenländischen Gesellschaft.

## Schriften
- Kammavākya – Liber de officiis sacerdotum Buddhicorum. Koenig, Bonn 1841. (Digitalisat)
- Chrestomathia persica. Engelmann, Leipzig 1845. (Digitalisat)
- Studien über das Zendavetsa. 
  - 1. Die Tradition der Parsen. Und 2. Zur parsischen Eschatologie. In: Zeitschrift der Deutschen Morgenländischen Gesellschaft, Band 1. 1847. S. 243–263 (Digitalisat).
  - 3. Die Lehre von der unendlichen Zeit bei den Parsen. In: Zeitschrift der Deutschen Morgenländischen Gesellschaft, Band 5. 1851. S. 221–230 (Digitalisat).
  - 4. Ueber den Cultus der Gestirne und die Weltansicht der Parsen in den verschiedenen Epochen ihrer Entwicklung. In: Zeitschrift der Deutschen Morgenländischen Gesellschaft, Band 6. 1852. S. 87–91 (Digitalisat).
  - 5. Redaction und Abfassung. In: Zeitschrift der Deutschen Morgenländischen Gesellschaft, Band 9. 1855. S. 174–192 (Digitalisat).
- Die Sage von Sâm und das Sâm-nâme. In: Zeitschrift der Deutschen Morgenländischen Gesellschaft, Band 3. 1849. S. 245–261 (Digitalisat).
- Nachrichten über Taberistan. In: Zeitschrift der Deutschen Morgenländischen Gesellschaft, Band 4. 1850. S. 62–71 (Digitalisat).
- Grammatik der Pārsisprache. Engelmann, Leipzig 1851. (Digitalisat)
- Friedrich's Forschungen über die Sprache und  Literatur auf Bali. In: Zeitschrift der Deutschen Morgenländischen Gesellschaft, Band 5. 1851. S. 231–235 (Digitalisat).
- Zend und Zendîk. In: Zeitschrift der Deutschen Morgenländischen Gesellschaft, Band 7. 1853. S. 103–104 (Digitalisat).
- Avesta: Die heiligen Schriften der Parsen. I. Band: Der Vendidad / II. Band: Vispered und Vacna / III. Band: Krorda-Avesta. Wien 1852, 1859, 1863. (Digitalisat)
- Einleitung in die traditionellen Schriften der Parsen. 2 Bände. Leipzig 1856–1860. (Digitalisat Band 1), (Band 2)
- Das erste Capitel des Bundehesch. In: Zeitschrift der Deutschen Morgenländischen Gesellschaft, Band 11. 1857. S. 98–110 (Digitalisat).
- Die altpersischen Keilinschriften im Grundtext, mit Übersetzung, Grammatik und Glossar. Leipzig 1862 (books.google.ad). 2. Auflage 1881.
- Erān, das Land zwischen dem Indus und Tigris. Dümmler, Berlin 1863. (Digitalisat)
- Arische Studien. Engelmann, Leipzig 1874. (Digitalisat)
- Erānischen Altertumskunde. 3 Bände. Leipzig 1871–1878 (Zusammenfassung seiner Forschungen).
- Vergleichende Grammatik der alterānischen Sprachen. Engelmann, Leipzig 1882. (Digitalisat)
- Die arische Periode und ihre Zustände. Friedrich, Leipzig 1887. (Digitalisat)

Zahlreiche kleinere Arbeiten, z. B. über die iranische Stammverfassung, über das Leben Zoroasters u. a., veröffentlichte er in den Abhandlungen der königl. bayrischen Akademie, in den Beiträgen zur vergleichenden Sprachforschung und anderen Zeitschriften.